# The Zawinul Syndicate

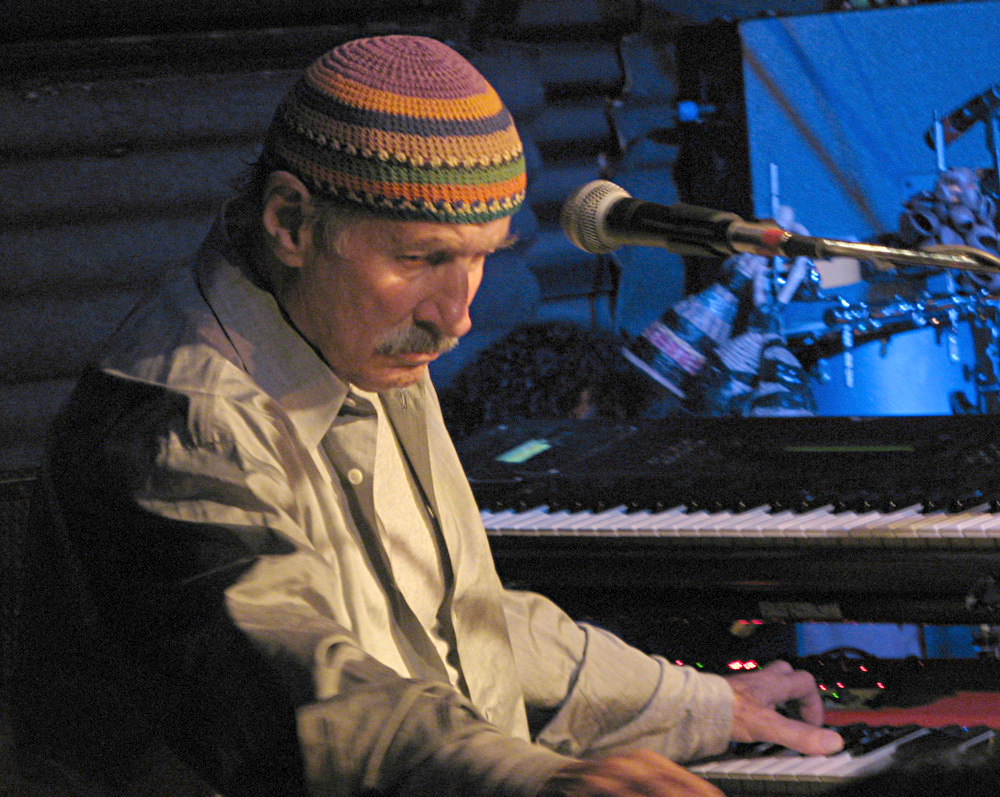
Joe Zawinul 2007

The Zawinul Syndicate war eine Band, deren Stil von 1988 bis 2007 der österreichische Jazzrockmusiker Joe Zawinul geprägt hat. Die Band hielt an den Improvisationen des Jazz fest, zeichnete sich aus durch ungewöhnliche Grooves, treibende und swingende Rhythmen und Anleihen aus den unterschiedlichsten Musikkulturen.

## Musiker

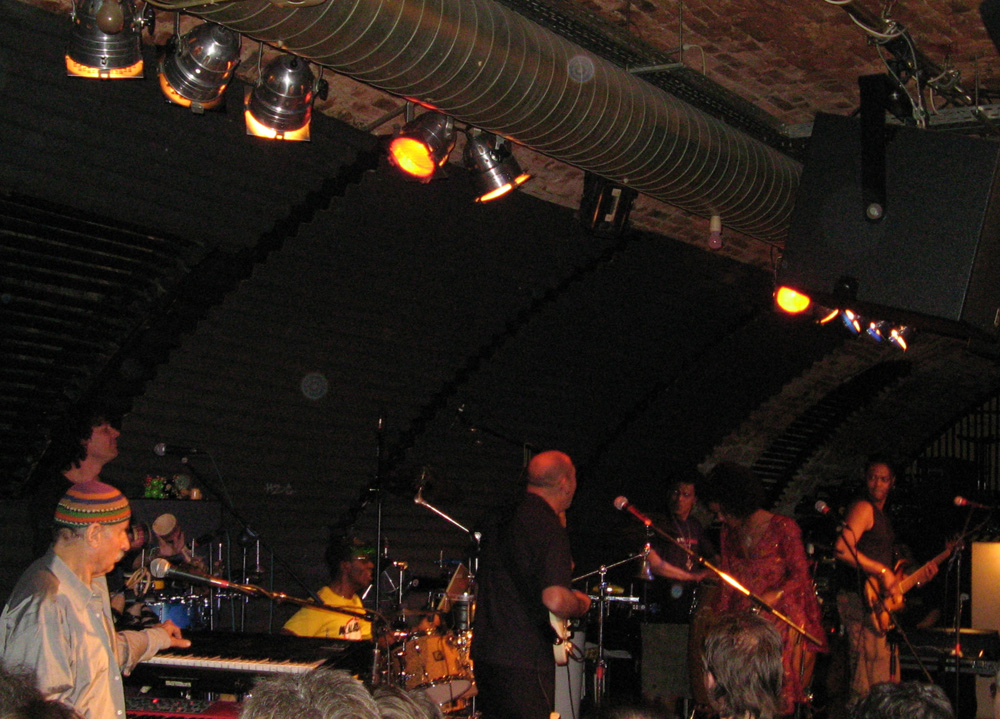
The Zawinul Syndicate, live in Freiburg, 2007

In Zawinuls Syndicate haben beispielsweise die Drummer Cornell Rochester, Rodney Holmes, Paco Séry, Mike Baker, Nathaniel Townsley, Karim Ziad, die Perkussionisten Manolo Badrena, Arto Tunçboyacıyan, Robert Thomas Jr., Aziz Sahmaoui, Jorge Bezerra jr., die Bassisten Gerald Veasley, Matthew Garrison, Richard Bona, Victor Bailey, Linley Marthe, Étienne M’Bappé, die Gitarristen Scott Henderson, Randy Bernsen, Gary Poulson, Alegre Corrêa und Amit Chatterjee sowie die Sängerinnen Maria João und Sabine Kabongo musiziert.
Das letzte Konzert fand am 3. August 2007 in Güssing statt, sechs Wochen vor Zawinuls Tod.

## Diskografie

### Alben
- 1988 – The Immigrants
- 1989 – Black Water
- 1992 – Lost Tribes
- 1996 – My People
- 1998 – World Tour (nominiert für den Grammy)
- 2002 – Faces & Places
- 2005 – Vienna Nights-Live At Joe Zawinul’s Birdland (Doppel-CD)
- 2008 – 75th (Grammy, „bestes zeitgenössisches Jazzalbum“)

### DVDs
- Joe Zawinul & The Zawinul Syndicate; Recorded live at the Munich Philharmonie, 1989
- A Musical Portrait. Film von Mark Kidel (2005). Mit Joe Zawinul, Sabine Kabongo, Nathaniel Townsley III, Amit Chatterjee, Linley Marthe, Manolo Badrena.
- Joe Zawinul & The Zawinul Syndicate 75th (2009). Live Lugano 2007